# 孤山県
孤山県（こざん-けん）は中華人民共和国遼寧省にかつて存在した県。現在の東港市孤山鎮に相当する。
1947年（民国36年）、中国共産党により革命根拠地の一つとして設置された。1949年、孤山鎮と改編され東港市に編入された。